# Coppa Italia IBL 2017
La Coppa Italia di Italian Baseball League 2017 è stata la trentottesima edizione del trofeo, l'ottava dopo l'introduzione del sistema delle franchigie.
Rispetto agli anni precedenti, la competizione ha assunto una nuova formula. Da quest'anno, anche la vincitrice dello scudetto può competere per la vittoria della coppa. I due ottavi di finale coinvolgono le quattro squadre non qualificate per i play-off dell'Italian Baseball League. Le due vincitrici disputano i quarti di finale contro le due semifinaliste dell'IBL che non hanno raggiunto le finali scudetto. La coppa viene assegnata poi al termine di una final four che include anche le due finaliste dell'IBL.
Con la vittoria in finale su Novara, la formazione bolognese conquista anche il diritto a partecipare all'European Cup 2018.

## Ottavi di finale
Le partite sono state disputate tra il 19 (gara 1) e il 26 agosto (gara 3). L'eventuale gara 5, non disputata dato che entrambe le serie sono terminate 3-0, era in programma per il 27 agosto.
|  | Ottavi di finale |  |    |    |    |  |  |  |  |  |  |
|  |                  |  |    |    |    |  |  |  |  |  |  |
|  |                  |  | 13 | 11 | 13 |  |  |  |  |  |  |
|  |                  |  | 5  | 0  | 3  |  |  |  |  |  |  |
|  |                  |  |    |    |    |  |  |  |  |  |  |
|  |                  |  | 3  | 6  | 3  |  |  |  |  |  |  |
|  |                  |  | 1  | 2  | 0  |  |  |  |  |  |  |

## Quarti di finale
Le partite sono state disputate tra il 1º-2 settembre (gara 1) e il 9 settembre (gara 4 Nettuno-Novara). L'eventuale gara 5, non disputata dato che entrambe le serie si sono chiuse prima, era in programma per il 10 settembre.
|  | Quarti di finale |  |    |   |   |    |  |  |  |  |  |
|  |                  |  |    |   |   |    |  |  |  |  |  |
|  |                  |  | 10 | 2 | 6 |    |  |  |  |  |  |
|  |                  |  | 0  | 0 | 0 |    |  |  |  |  |  |
|  |                  |  |    |   |   |    |  |  |  |  |  |
|  |                  |  | 4  | 4 | 6 | 2  |  |  |  |  |  |
|  |                  |  | 3  | 9 | 9 | 10 |  |  |  |  |  |

## Final four
|  | Semifinali        | Semifinali        | Semifinali      |                 |                   | Finale            | Finale | Finale |  |
|  |                   |                   |                 |                 |                   |                   |        |        |  |
|  | T&A San Marino    | T&A San Marino    | 0               |                 |                   |                   |        |        |  |
|  | T&A San Marino    | T&A San Marino    | 0               |                 |                   |                   |        |        |  |
|  | UnipolSai Bologna | UnipolSai Bologna | 5               |                 |                   |                   |        |        |  |
|  | UnipolSai Bologna | UnipolSai Bologna | 5               |                 | UnipolSai Bologna | UnipolSai Bologna | 7      |        |  |
|  |                   |                   |                 |                 | UnipolSai Bologna | UnipolSai Bologna | 7      |        |  |
|  |                   |                   | Novara Baseball | Novara Baseball | 1                 |                   |        |        |  |
|  | Rimini Baseball   | Rimini Baseball   | Novara Baseball | Novara Baseball | 1                 | 2                 |        |        |  |
|  | Rimini Baseball   | Rimini Baseball   |                 |                 |                   |                   |        |        |  |
|  | Novara Baseball   | Novara Baseball   | 7               |                 |                   |                   |        |        |  |

| Rimini 16 settembre 2017, ore 15:00 | T&A San Marino | 0 – 5 referto | UnipolSai Bologna | Stadio dei Pirati |

| Rimini 16 settembre 2017, ore 20:30 | Rimini Baseball | 2 – 7 referto | Novara Baseball | Stadio dei Pirati |

| Rimini 17 settembre 2017, ore 15:00 | Novara Baseball | 1 – 7 referto | UnipolSai Bologna | Stadio dei Pirati |